# Leontine von Schmettow

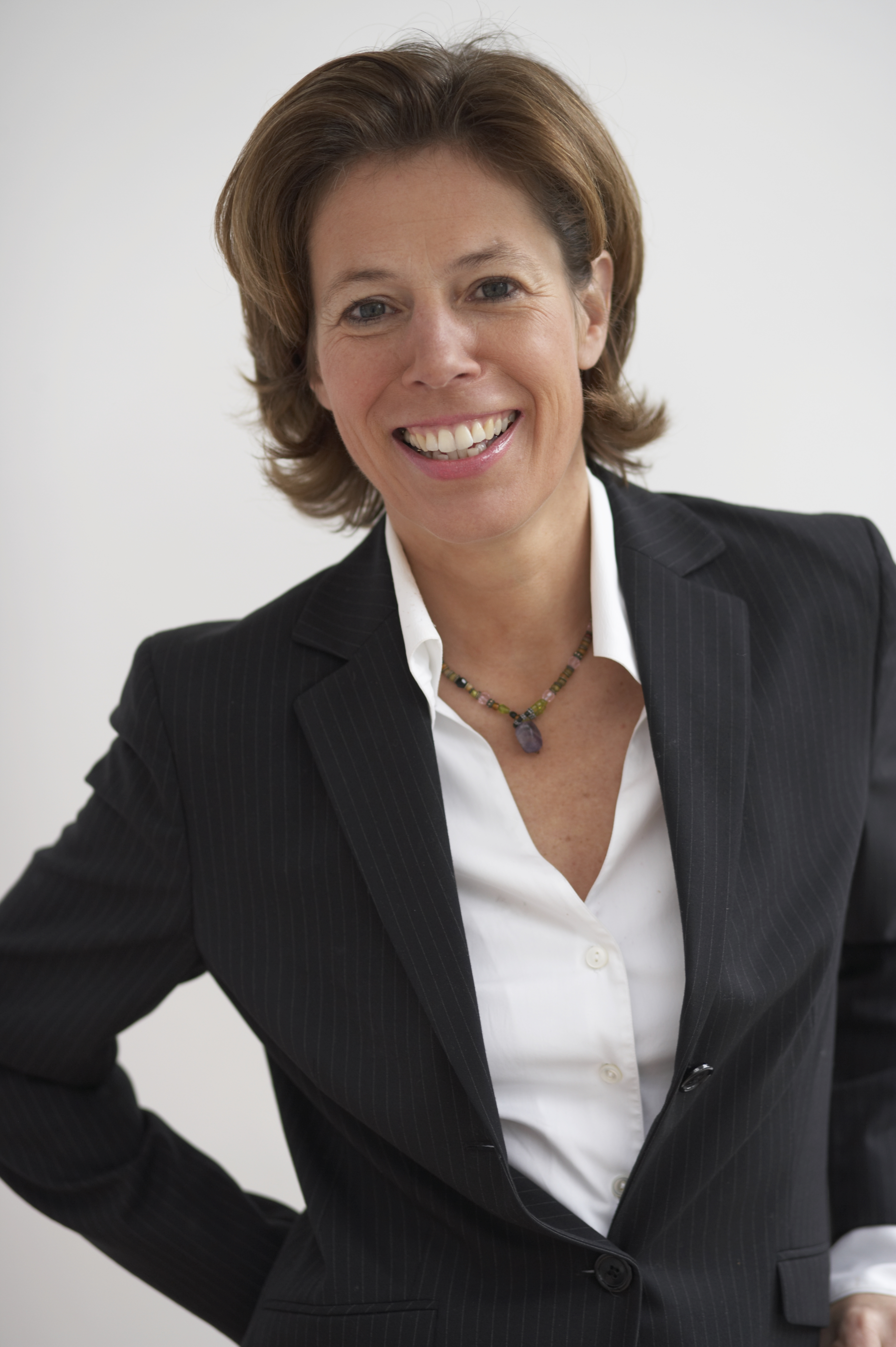
Leontine von Schmettow, 2017

Leontine Alexandra Gräfin von Schmettow (* 7. September 1962 in Hannover) ist eine deutsche Journalistin und Filmautorin beim Norddeutschen Rundfunk (NDR), die seit den 1990er Jahren in der ARD über die europäischen Königshäuser und den Hochadel berichtet.

## Herkunft
Leontine von Schmettow stammt aus der alten schlesischen Adelsfamilie Schmettow. Ihre direkten Vorfahren besaßen bis zum Ende des Zweiten Weltkriegs das Schloss im schlesischen Ort Drehnow (heute polnisch Drzonów) bei Grünberg.
Leontine von Schmettows Urgroßvater, der preußische Generalmajor Willibald von Schmettow (1848–1927), war ein Bruder des Generals Egon von Schmettow.
Ihr Vater Bolko-Eberhard Bernhard-Gottfried Willibald Emil Rudolf Graf von Schmettow (1913–2008) ließ sich nach seiner Pensionierung in Diensthop nieder. Er war Schirmherr der beiden Reitvereine Graf von Schmettow in Kirchlinteln und in Eversael. Zudem engagierte er sich beim Rennverein Verden e. V.  und für die CDU. Der Historiker und Bibliotheksdirektor Matthias  von Schmettow (1925–1978) war ihr Onkel.

## Leben
Leontine von Schmettow besuchte unter anderem das Domgymnasium Verden und das Internat Louisenlund. Nach dem Abitur und einem Praktikum bei den Verdener Nachrichten und bei der Zeitung Die Welt studierte sie Geschichte, Politik und Literaturwissenschaften an den Universitäten in Freiburg, Wien und Hamburg. Während des Studiums sammelte sie journalistische Erfahrungen bei Lokalzeitungen, der Deutschen Presseagentur und beim Privatfernsehen.
Nach ihrem akademischen Abschluss ging sie als Volontärin zum NDR und begegnete dort Rolf Seelmann-Eggebert.  Mit ihm initiierte und realisierte die Fernsehjournalistin die 13-teilige ARD-Fernsehreihe Deutsche Fürstenhäuser, die von 1997 bis 2000 im Ersten ausgestrahlt wurde. Hierzu veröffentlichte sie ein Begleitbuch sowie diverse Hörbücher über die europäischen Monarchien. Am 19. Juni 1999 moderierte sie erstmals mit Seelmann-Eggebert anlässlich der Fernsehübertragung der Hochzeit von Prinz Edward und Sophie Rhys-Jones. In den Jahren 2003 und 2004 erstellte sie an der Seite von Rolf Seelmann-Eggebert die Serie Royalty für die ARD.
2019 hat Leontine von Schmettow die offizielle Nachfolge von Rolf Seelmann-Eggebert als ARD Königshausexpertin angetreten.
Leontine von Schmettow berichtet als Königshaus-Expertin der ARD über die Vorgänge in den europäischen Monarchien, sowohl für das Fernsehen als auch im Hörfunk und in den gedruckten Medien.
So kommentiert sie royale Großereignisse wie die Inthronisation von König Willem-Alexander der Niederlande 2013 und König Frederik von Dänemark 2024, die Hochzeit von Prinz William und Kate am 29. April 2011 sowie von Prinz Harry und Meghan am 19. Mai 2018, den Tod der Queen im September 2022, die Krönung von Charles III. und Camilla am 6. Mai 2023 sowie die jährliche Geburtstagsparade des britischen Monarchen, Trooping the Colour  Besonders gefragt ist sie immer dann, wenn es Vorkommnisse aus dem britischen Königshaus zu berichten gibt, wie das Interview von Meghan und Harry bei Oprah am 7. März 2021,  und das siebzigjährige Thronjubiläum von Königin Elisabeth II. im Sommer 2022.
Als Filmautorin hat Leontine von Schmettow in ihren zahlreichen TV-Dokumentationen Queen Elisabeth, Königin Silvia, Königin Maxima, Königin Margrethe, Prinz William und Prinz Harry, Kronprinz Haakon und Kronprinzessin Mette-Marit u. a. porträtiert. Zu Ehren der Königin Margrethe von Dänemark nahm Leontine von Schmettow 2021 am Staatsbankett des Bundespräsidenten im Schloss Bellevue teil. Anlässlich ihres 80. Geburtstages empfing Königin Silvia von Schweden die ARD-Expertin 2023 zu einem Exklusivinterview. Das Interview fand an Königin Silvias Wohnsitz, Schloss Drottningholm, statt. Zuvor begleitete Leontine von Schmettow die Königin auf mehreren Reisen für deren World Childhood Foundation u. a. nach Brasilien.
Im NDR Fernsehen war Leontine von Schmettow Jahre lang mit ihren royalen Themen in der Sendung Mein Nachmittag zu sehen. Seit Anfang des Jahres 2022 tritt sie regelmäßig als Königshausexpertin in dem ARD-Boulevardmagazin Brisant auf und ist immer wieder Gast in anderen TV-Formaten wie DAS! im NDR, diversen Talkshows wie NDR Talk Show, 3nach9 und Riverboat sowie früher im ZDF-Fernsehgarten und der Herbstshow im ZDF mit Andrea Kiewel, Willkommen bei Carmen Nebel und Menschen der Woche mit Frank Elstner. Im Rahmen der Imagekampagne Das ist Thüringen des Ministeriums für Wirtschaft, Wissenschaft und Digitale Gesellschaft ist die Königshausexpertin Leontine von Schmettow seit 2021 auch Markenbotschafterin des Landes zum Thema Die Wiege des Europäischen Adels. Neben ihrer Tätigkeit als VIP Speaker für diverse Organisationen und Unternehmen ist sie gefragter Gast beim Rotary Club, Der Club zu Bremen u. a. Leontine von Schmettow ist darüber hinaus Lektorin auf exklusiven Kreuzfahrtreisen von Cunard, Hapag Lloyd u. a.

## Persönliches
Über das Privatleben von Leontine von Schmettow ist wenig bekannt. Nach eigenen Angaben ist sie verheiratet und eine passionierte Reiterin.

## Dokumentarfilme und Features (Auswahl)
- Fernsehserie Deutsche Fürstenhäuser (1998–2000)[32]
- Fernsehserie Royalty (2003–2004)[33]
- Fernseh-Doku Zwischen Hütten und Palästen. Ein Abend für Rolf Seelmann-Eggebert (Co-Autorin, 2012)[34]
- Fernseh-Doku Diana, Silvia und die Queen (2014)[35]
- Fernseh-Doku Die jungen Royals – zwischen Hofprotokoll und Lifestyle (2015)[36]
- Fernseh-Doku Queen Elizabeth II. – Ein Porträt (2016)[37]
- Fernseh-Doku Happy Birthday, Elizabeth! Die Queen wird 90 (2016)[38]
- Fernseh-Doku  Royale Weihnachten. Wie die Königshäuser die Festtage verbringen (2016)
- Fernseh-Feature  Schöne Guts- und Herrenhäuser, die Sie kennen sollten (2016), Gastauftritt[39]
- Fernseh-Doku Der Chronist der Könige – Rolf Seelmann-Eggebert wird 80 (Co-Autorin, 2017)[40]
- Fernseh-Doku Prinzessin Diana – Ikone, Mythos & Königin der Herzen (2017)[41]
- Fernseh-Doku  10 Jahre Barbara und Hubertus (2018)[42]
- Fernseh-Doku  Prinz Harry. Der Rebell unter den Royals (2018)
- Fernseh-Doku Happy Birthday, Königin Silvia – ein Porträt über die schwedische Königin (2018)[43]
- Fernseh-Doku Royale Geschwister: zwischen Privileg und Bürde (2018)[44]
- Fernseh-Doku Im Dienste Ihrer Majestät – die Royals und ihr Personal (2019)[45]
- Fernseh-Doku Prinz Harry und Meghan – das royale Glamourpaar (2019)[46]
- Fernseh-Doku  Prinz Philip – Der Gemahl der Queen (2019), Gastauftritt[47]
- Fernseh-Doku Das dänische Königshaus – beliebt, modern, glamourös (2020)[48]
- Fernseh-Doku Die Queen – standhaft in stürmischen Zeiten (2021)[49]
- Fernseh-Doku Máxima – eine Königin mit Charisma (2021)[50]
- Fernseh-Feature William und Kate – Die Hoffnungsträger (2022)[51]
- Fernseh-Doku  Happy Birthday Haakon und Mette-Marit (2023)[52]
- Fernseh-Doku  Silvia – Zur Königin geboren (2023)[53]
- Fernseh-Feature  Der krönende Abschluß – Das royale Jahr 2023 (2023)[54]
- Fernseh-Doku Charles – Schicksalsjahre eines Königs (2023), Gastauftritt[55]
- Fernseh-Doku  Die Queen – Schicksalsjahre einer Königin (2023), Gastauftritt[56]
- Fernseh-Doku Harry – Schicksalsjahre eines Prinzen (2024), Gastauftritt[57]
- Fernseh-Doku: Königliche Etikette - Feinheiten des royalen Protokolls (2024)[58]
- Fernseh-Doku: William – Vom Kronprinzen zum König (ARD 2024)[59]

## Bücher und Hörbücher (Auswahl)
- Deutsche Fürstenhäuser. Neuer Glanz auf alten Kronen (mit Rolf Seelmann-Eggebert). Econ Verlag, München 1998, ISBN 3-430-18276-X
- Royals – Monarchien der Welt: Großbritannien. Universal Family Entertainment – Audio CD, Berlin 2006
- Royals – Monarchien der Welt: Schweden. Universal Family Entertainment – Audio CD, Berlin 2006
- Royals – Monarchien der Welt: Spanien. Universal Family Entertainment – Audio CD, Berlin 2006